# Carrie-Anne Moss
Carrie-Anne Moss (Burnaby, 21 de agosto de 1967) é uma atriz canadense.

## Biografia
Carrie-Anne Moss era a mais jovem de duas irmãs. Com vinte anos se mudou para a Europa, seguindo a carreira de modelo. Na Espanha tornou-se parte da equipe regular da série Dark Justice (1991), que foi produzida em Barcelona na primeira temporada, e seguiu para Los Angeles na segunda. Mais tarde ela faz inúmeros comerciais e a peça Outward Bound, no teatro Hudson, em Los Angeles. Ela se mudou para Los Angeles para continuar a sua curta carreira de seis anos como atriz.
Participou de Models, Inc., série de TV americana. Pelo seu papel em Due South em 1996 ela foi indicada para o Prêmio Gemini: "Melhor Performance de Atriz por papel dramático em série".
Carrie-Anne Moss estudou artes na Academia de Artes em Pasadena. Ela aprendeu a libertar o stress do estilo de vida em Los Angeles com exercicíos e meditação, além de praticar "karobics", uma forma de caratê misturado com ginástica aeróbica. Em 1999, interpretou pela primeira vez a personagem Trinity na franquia Matrix. No mesmo ano casou-se com o também ator Steven Roy. Eles têm três filhos: Owen, (nascido em setembro de 2003), Jaden (nascido em novembro de 2005) e Frances Beatrice (nascida em junho de 2009).

## Filmografia
| - The Matrix Resurrections (2021) - The Bye Bye Man (2017) - Frankenstein (2015) - Pompeii (2014) - Compulsion (2013) - The Clockwork Girl (2013) - Knife Fight (2012) - Silent Hill: Revelation 3D (2012) - Unthinkable (2010) - Fireflies in the Garden (2008) - Normal (2007) - Paranóia (2007) - Fido, o Mascote (2006) - Mini's First Time (2006) - Más Companhias (2005) - Sledge: The Untold Story (2005) - Um Certo Olhar (2005) - Suspeito Zero (2004) - Matrix Revolutions (2003) - Matrix Reloaded (2003) - The Animatrix: A Detective Story (2003, voz) - Chocolate (2000) - Planeta Vermelho (2000) - Memento (2001) - Mafiosos em Apuros (2000) - Matrix (1999) - Sangue Novo (1999) - Lethal Tender (1997) - The Secret Life of Algernon (1997) - O Agressor (1996) - Sabotagem (1996) - 364 Girls a Year (1996) - Um Suspeito na Noite (1994) - A Próxima Saída (1993, TV) - Inferno em Los Angeles (1993) | - The Acolyte... Indara (2024) - Jessica Jones (2ª Temporada)... Jeri Hogarth (2018) - Punho de Ferro... Jeri Hogarth (2017) - Demolidor... Jeri Hogarth (2016) - Jessica Jones .... Jeri Hogarth (2015) - Crossing Lines (série)... Amanda Andrews (2014) - Chuck .... Gertrude Verbanski (2011) - Suspect .... Tte. Chivers (2007) - Viper .... Stacy Taylor (1997) - F/X: The Series .... Lucinda Scott (1996–1997) - Homem-Aranha .... (1996, voz) - Due South .... Irene Zuko (1996) - Nowhere Man .... Karin Stoltz (1995) - Models Inc. .... Carrie Spencer (1994–1995) - Baywatch .... Gwen Brown (1994) - L.A. Law .... mulher no jipe (1993) - Silk Stalkings .... Lana Bannon (1993) - Matrix (série) .... Liz Teel (1993) - Street Justice .... Jennifer (1991–1993) - Doorways (1993) - Forever Knight .... Monica Howard (1992) - The Hat Squad (1992) - Down the Shore .... Nancy (1992) - Nightmare Cafe .... Amanda (1992) - Dark Justice .... Tara McDonald (1991–1993) - The Hitchhiker .... Lookalike (1989) |